# 金東輝
金東輝（1995年12月26日—），韓國男演員。2014年飾演電影《尚衣院》的配角正式出道。2022年首次主演長篇電影，並憑電影《奇怪的數學家》入圍第58屆百想藝術大獎電影部門男子新人演技獎。

## 經歷
金東輝在高中時被同學推薦加入學校舞蹈社團，開始對站上舞台表演有了嚮往，在發現自己沒有比其他人突出的舞蹈天賦後，爲了準備大學入學考試，在藝術領域尋找適合自己的方向。最後以升學爲目標開始學習演技，在高中三年級時開始到補習班上輔導課，開始了解何謂演技，最終考上首爾藝術大學戲劇系，正式開始系統性的學習演技。
2014年報名參加電影《尚衣院》的試鏡，被選為配角，正式以演員為職業出道。2016年在電影《偵探洪吉童：消失的村莊》中飾演學生配角，並陸續出演短篇電影《愛要往哪走（노마드）》、《想成為的孩子（하고 싶은 아이）》以及《去海邊（피터팬의 꿈）》，持續累積演技經驗。2020年出演tvN電視台的電視劇《秘密森林2》，扮演在開場劇情中看似平凡的大學生配角，卻對後續劇情引發關鍵性的轉折，而開始受到關注。同年亦出演歌手Changmo所發行數位單曲〈在廣壯洞〉的音樂錄影帶。
2022年，金東輝在250個參與電影試鏡的候選人中脫穎而出，獲得與演員崔岷植一同主演電影《奇怪的數學家》的機會，以當時26歲的年紀，成功飾演放棄數學的高中生「韓智宇」一角，並憑本部電影入圍第58屆百想藝術大獎電影部門男子新人演技獎。同年確定出演tvN電視台的電視劇《Missing：他們存在過》續作，在劇中飾演在第三工業園區居住了3年的居民「吳日勇」，此為在第二季新登場的人物，作為他首次主演的電視劇亦備受觀眾期待。
金东辉原计划于2023年12月入伍履行国防义务，但因故被推迟，他也因此得以参加主演电影《网军部队》的宣传活动。

## 影視作品

### 電視劇
| 年份   | 播放頻道 | 劇名                                   | 角色   | 備註   |
| 2020年 | tvN      | 《秘密森林2》                          | 金厚政 | 配角   |
| 2022年 | tvN      | 《Missing：他們存在過2》               | 吳一勇 | 主演   |
| 2023年 | wavve    | 《交易》                               | 宋在孝 | 主演   |
| 2023年 | KBS      | 《Drama Special—Overlap Knife, Knife》 |        | 主演   |
| 待公布 | 待公布   | 《800億少年》                          | 雅仁   | 主演   |
| 待公布 | 待公布   | 《混凝土市场》                         |        | [ 12 ] |
| 待公布 | 待公布   | 《豬窩》                               |        |        |

### 電影
| 年份   | 片名                                | 角色     | 備註     |
| 2014年 | 《尚衣院》                          | 大王子   | 配角     |
| 2015年 | 《隱秘的誘惑》                      | 少年成烈 | 配角     |
| 2016年 | 《偵探洪吉童：消失的村莊》          | 學生     | 配角     |
| 2018年 | 《愛要往哪走（노마드）》            | 尚宇     | 短篇電影 |
| 2019年 | 《My First Time（하고 싶은 아이）》 | 民秀     | 短篇電影 |
| 2020年 | 《去海邊（피터팬의 꿈）》           | 閔何     | 短篇電影 |
| 2022年 | 《奇怪的數學家》                    | 韓智宇   | 主角     |
| 2022年 | 《》                                | 孫煥     | 主角     |
| 2024年 | 《网军部队》                        | 车塔卡   |          |

### 音樂錄影帶
- 2020年：Changmo〈在廣壯洞〉[7]

## 獎項
| 年份 | 頒獎典禮               | 獎項                    | 作品                     | 結果 |
| 2022 | 第58屆百想藝術大獎     | 電影部門 男子新人演技獎 | 《奇怪的數學家》         | 提名 |
| 2022 | 第58屆百想藝術大獎     | 男子人氣獎              | 《奇怪的數學家》         | 提名 |
| 2022 | 第27屆春史電影獎       | 最佳男子新人獎          | 《奇怪的數學家》         | 獲獎 |
| 2022 | 第43屆青龍電影獎       | 最佳男子新人獎          | 《奇怪的數學家》         | 獲獎 |
| 2023 | 第九屆APAN Star Awards | 男子新人獎              | 《Missing：他們存在過2》 | 獲獎 |

## 外部連結
- 金東輝的Instagram帳戶
- 金東輝在NAVER上的资料